# Sofia Isabel de Meclemburgo-Güstrow
Isabel Sofia de Meclemburgo-Güstrow (em alemão:  Sophie Elisabeth; 20 de agosto de 1613 - 12 de julho de 1676) foi uma poeta e compositora alemã, bem como duquesa-consorte de Brunsvique-Volfembutel.

## Família
Sofia Isabel foi a única filha do primeiro casamento do duque João Alberto II de Meclemburgo-Güstrow com a condessa Isabel de Hesse-Cassel. Os seus avós paternos eram o duque João VII de Meclemburgo e a duquesa Sofia de Schleswig-Holstein-Gottorf. Os seus avós maternos eram o conde Maurício de Hesse-Cassel e a condessa Inês de Solms-Laubach.

## Vida
Sofia Isabel começou a estudar música na corte do seu pai, o duque João Alberto II de Meclemburgo-Güstrow, que era frequentada por uma orquestra conhecida pelo seu uso de grandes músicos ingleses como William Brade. Quando a Guerra dos Trinta Anos ameaçou a sua corte em 1628, Isabel mudou-se para Kassel, a terra natal da sua mãe, que também tinha uma grande tradição musical.
Quando se mudou para a corte de Brunsvique-Volfembutel após o seu casamento, Isabel tratou de organizar a sua orquestra e trabalhou muitas vezes com Heinrich Schütz que foi nomeado Kapellmeister em 1655. Pode ter sido ela a ajudá-lo a compor várias árias no seu Theatralische neue Vorstellung von der Maria Magdalena.
Grande parte dos trabalhos de Sofia são hinos ou árias. Alguns foram publicados em 1651 e 1667. Acredita-se que o que foi publicado em 1651, Vinetum evangelicum, Evangelischer Weinberg, foi o primeiro trabalho musical alguma vez publicado por uma mulher na Alemanha. A duquesa também teve um papel importante na introdução de grandes entretenimentos à vida da corte como bailes de máscaras, peças de teatro e bailados para os quais escrevia as musicas. Os seus outros contributos não são claros. Dois dos seus trabalhos dramáticos sobreviveram até aos dias de hoje: Friedens Sieg (1642, Brunswick) e Glückwünschende Freudensdarstellung (Lüneburg, 1652).

## Casamento e descendência
Sofia Isabel casou-se no dia 13 de julho de 1635 com o duque Augusto de Brunsvique-Luneburgo. Juntos tiveram três filhos:
1. Fernando Alberto I, Duque de Brunsvique-Luneburgo (22 de maio de 1636 - 25 de abril de 1687), casado com a condessa Cristina de Hesse-Eschwege; com descendência.
2. Maria Isabel de Brunsvique-Volfembutel (7 de janeiro de 1638 - 15 de fevereiro de 1687), casada com o duque Adolfo Guilherme de Saxe-Eisenach; com descendência.
3. Cristiano Francisco de Brunsvique-Volfembutel (1 de agosto de 1639 - 7 de dezembro de 1639), morreu aos quatro meses de idade.